# نشر گل‌آذین
نشر گل آذین مؤسسه انتشاراتی چاپ کتاب در ایران و به مدیریت پروین صدقیان می‌باشد که کتاب‌هایی در حوزه ادبیات، مطالعات زنان روانشناسی و جامعه‌شناسی را چاپ و منتشر می‌کند. این انتشاراتی همچنین در زمینه چاپ کتاب‌هایی در قالب شعر و شعر دوزبانه، کتاب‌های متنوعی را نیز عرضه نموده‌است.